# Bernard Nowacki
Bernard Nowacki (ur. 14 lipca 1908 we Lwowie, zm. 3 czerwca 1995 we Wrocławiu) – polski śpiewak operowy, baryton.

## Kariera
Nowacki rozpoczął naukę śpiewu u aktorki i śpiewaczki Andy Kitschman. Na przedmioty teoretyczne uczęszczał do szkoły muzycznej im. Ignacego Paderewskiego. W 1930 r. został przyjęty do chóru Opery Lwowskiej, a w 1939 został jej solistą.
Systematycznie uczył się śpiewu u prof. Różyckiej. W latach 1942–1945 występował jako solista w ukraińskim zespole chóralnym „Trembita”.
Wstąpił do Teatru Muzycznego dyrektora Sylwestra Czosnowskiego i z nim przeniósł się do Polski w 1946 r. Do 1952 r. grał w Teatrze Dramatycznym w Szczecinie, gdzie wystąpił w kilku znaczących rolach, m.in. Boguckiego w Pannie Maliczewskiej, leśniczego i autora w Dwóch teatrach Jerzego Szaniawskiego i w Teatrze Małym.
Śpiewał również w operze objazdowej Franciszki Platówny w roli Janusza w spektaklu Halka.
Został zaangażowany przez dyrektora szczecińskiego ARTOS-u (poprzednika agencji koncertowej Estrada Szczecińska) Janusza Cegiełłę w charakterze aktora i śpiewaka.
Po udanym przesłuchaniu pod koniec 1952 r. otrzymał angaż do Opery Wrocławskiej i w charakterze solisty występował do końca 1983 r., wykonując w tym czasie około 40 ról pierwszoplanowych. Jednocześnie prowadził działalność koncertową, uczestniczył w festiwalach muzyki poważnej i operowej, gościł na wielu scenach operowych w kraju i za granicą.
Wojciech Dzieduszycki (śpiewak operowy zajmujący się również pisaniem tekstów o spektaklach operowych do „miesięcznika Odra”) opisał jeden z występów Biernackiego w 1966 r. (opera Kniaź Igor):

[...] Chciałbym trochę dłużej zatrzymać się przy Bernardzie Nowackim. Igor - to zdawałoby się partia przekraczająca możliwości tego barytona o niezbyt wielkim wolumenie głosu. Okazuje się jednak, że przy prawidłowym ustawieniu głosu nawet liryczny baryton może pięknie zaśpiewać księcia Igora. Nowacki śpiewa bardzo wyrównanym, bardzo nośnym głosem, z ogromnym wyrazem, a przy tym bardzo spokojnie. Jego Igor jest dostojny, opanowany, w niewoli przeżywa swoją tragedię nie uzewnętrzniając jej. Doskonały kontrast dla wybuchowego Kończaka w wykonaniu Bylińskiego. Kopyciński świetnie opracował akompaniament słynnej arii Igora, tak że orkiestra ani na chwilę nie zagłusza Nowackiego, a mimo to brzmi pełnie i potężnie w dramatycznych crescendach.

Bernard Nowacki nagrał wiele muzycznych audycji radiowych oraz telewizyjnych spektakli operowych. 
Był jednym z nielicznych artystów - śpiewaków operowych, których kariera artystyczna trwała tak długo - obchodził on dwa zaszczytne jubileusze: 30-lecia pracy w Operze Wrocławskiej i 50-lecia pracy artystycznej.
Jego żona była śpiewaczką Operetki Śląskiej, a syn Aleksander Nowacki jest piosenkarzem, kompozytorem i producentem muzyki rozrywkowej.

## Nagrody i odznaczenia
Za swoje osiągnięcia artystyczne był wielokrotnie nagradzany i odznaczany, m.in. Krzyżem Kawalerskim Orderu Odrodzenia Polski, Srebrnym Krzyżem Zasługi, odznaką Zasłużonego Działacza Kultury (1965 r.), Budowniczego Miasta Wrocławia (1965 r.), Medalem 40-lecia PRL, odznaką Tysiąclecia Państwa Polskiego, nagrodą Ministra Kultury i sztuki za 50-lecie działalności artystycznej. Był aktywnym działaczem i członkiem władz SPATIF i ZASP.
W 1975 otrzymał odznaczenie „Zasłużony Działacz Związków Zawodowych”, a w 1976 nagrodę miasta Wrocławia.

## Role
Największe role operowe:
- Straszny dwór – Miecznik
- Halka – Janusz
- Wesołe kumoszki z Windsoru – Fluth
- Madame Butterfly – konsul
- Jenufa – Młynarz[5]
- Eugeniusz Oniegin – Oniegin
- Dama pikowa – Jelecki
- Don Pasquale – Malatesta
- Traviata – Germont
- Goplana – Kostryn
- Pajace – Prolog, Tonio, Sylvio
- Fra Diavolo – Kockburn
- Manon Lescaut – Lescaut
- Łucja z Lammermooru – Enrico
- Cyrulik sewilski – Figaro
- Trubadur – De Luna
- Faust – Walenty
- Così fan tutte – Guglielmo
- Kniaź Igor – Kniaź Igor[6]
- Maria Stuarda – Miecznik
- Stara Baśń, Legenda Bałtyku – Bojmir
- Carmen – Torreador
- Aida – Amonasro
- Don Juan – Don Juan
- Rigoletto – Rigoletto
- Makbet – Macbeth
- Verbum nobile – Marcin
- Don Carlos – Posa
- Tamango – Czarownik
- Opowieści Hoffmanna – cztery postacie
- Borys Godunow – Szczekałkow
- Albert Herring – Pastor
- Szerszeń – Doktor